# Milan Vidmar
Milan Vidmar (Ljubljana, 22. lipnja 1885. – Ljubljana, 9. listopada 1962.), bio je slovenski šahist, šahovski pisac, inženjer elektrotehnike i akademik. Bio je među vodećim šahistima između 1910. i 1930. godine. Bio je profesor elektrotehnike pri Sveučilištu u Ljubljani.
Rođen je u obitelji srednje klase u Ljubljani, u Austro-Ugarskoj. Počeo je studirati strojarstvo 1902., a diplomirao je 1907. na Sveučilištu u Beču. Doktorirao je 1911. na Tehničkom fakultetu u Beču. Studij elektrotehnike na Tehničkom fakultetu započeo je tek 1904. pa je morao polagati posebne ispite iz osnova tog znanstvenog polja. Bio je profesor na Sveučilištu u Ljubljani, član Slovenske akademije znanosti i umjetnosti te utemeljitelj Fakulteta za elektrotehniku. Između 1928. i 1929. bio je 10. rektor Sveučilišta u Ljubljani. Godine 1948. osnovao je Institut za elektrotehniku koji danas nosi njegovo ime.

## Šahovska karijera
Vidmar je bio i vrhunski šahist, jedan od deset najboljih svjetskih igrača od 1910. do 1930. Titulu velemajstora dodijelila mu je FIDE 1950. godine, kada su titule uvedene. Bio je prvi jugoslavenski šahist s tom titulom.
Njegovi uspjesi uključuju visoka mjesta na nekim od vrhunskih šahovskih turnira njegovog vremena, npr. šesti u Carlsbadu 1907., treći u Pragu 1908., prvi u Göteborgu 1909. (7. nordijsko šahovsko prvenstvo), drugi u San Sebastiánu 1911. s Akibom Rubinsteinom iza Joséa Raúla Capablance, prvi u Budimpešti 1912., drugi u Mannheimu 1914., prvi u Beču i Berlinu 1918., drugi u Košicama 1928., treći u Londonu 1922., dijelio prvo mjesto s Aleksandrom Aljehinom u Hastingsu 1925./26., treće u Semmeringu 1926., četvrto u New Yorku 1927., četvrto u Londonu 1927., dijelio peto mjesto u Carlsbadu 1929., izjednačeno na 4–7. mjesto na Bledu 1931., izjednačen na 3–6. mjestu u Stuttgartu 1939., drugi iza Maxa Euwea u Budimpešti 1940., prvi u Baselu 1952.
Vidmar je predstavljao Jugoslaviju na šahovskim olimpijadama u Pragu 1931. (prva ploča, 8½/16) i Stockholmu 1935. (prva ploča, 8½/14).